# Homes i No
Homes i No és una obra de teatre de l'escriptor català Manuel de Pedrolo escrita l'any 1957. L'estrenà, el 19 de desembre de 1958, l'Agrupació Dramàtica de Barcelona, sota la direcció de Frederic Roda, al Teatre Romea, i represa el 1967 pel Teatre Experimental Català, dirigit per Francesc Balagué, el Palau de la Música Catalana. El 1960 obtingué el premi Ignasi Iglésias. Ha estat traduïda al castellà i al francès.

## Estructura
Estructurada en dos actes, planteja la lluita d'una generació marcada per la por (acte I) i la dels seus descendents, que, amb una voluntat i una intuïció renovades, poden ja enfrontar-se al desconegut perquè menyspreen el carceller (acte II).

## Fil argumental
Proposa una reflexió sobre els límits de la llibertat i les relacions humanes de domini i submissió. Dues parelles joves (Fabi-Selena i Bret-Eliana) es troben empresonades en dues cambres separades, sota la vigilància permanent de l'escarceller No. Els intents per alliberar-se’n topen amb les seves pròpies pors i les dificultats de passar a l'acció. Els fills de cada parella (Feda i Sorne) emprenen, esperançats, una nova recerca per ampliar l'espai de llibertat. A diferència dels pares, els seus mètodes de lluita es basen en el coneixement i la seva actuació els duu a descobrir una nova reixa que empresona també No. L'escarceller canvia d'estatus: de guarda subaltern passa a convertir-se en presoner. Planteja la lluita d'una generació marcada per la por i la dels seus descendents, que, amb una voluntat i una intuïció renovades, poden ja enfrontar-se al desconegut perquè menyspreen el carceller. Com a Cruma (1957), Situació bis (1958) o Tècnica de cambra (1959), l'obra és influïda per l'existencialisme francès i per la dramatúrgia beckettiana, i empra formes i tècniques provinents de l'anomenat teatre de l'absurd. Escrita el 1957, reflecteix, de manera al·legòrica i simbòlica, l'opressió que vivia la societat catalana en plena dictadura franquista. El seu missatge ideològic, de signe progressista, admet també una lectura metafísica i moral molt més àmplia.
L'obra acaba quan Feda descobreix unes cortines situades a la part posterior de la seva cel·la. Tot i que No li implora que no les arrenqui, ell ho fa i l'impacte del que veu els deixa astorats a tots: una altra fila de reixes infranquejables. Feda constata, aleshores, que No era i és tan presoner com ells; en definitiva, més presoner encara, perquè ho sabia. Si valorem aquest final estrictament, es pot pensar que l'obra ofereix un missatge pessimista, tant des d'un punt de vista polític com filosòfic. Però es pot fer una altra lectura de l'acabament d'Homes i No: els fills han trencat un límit més que els seus pares i això els ha d'encoratjar a seguir lluitant.

## L'espai
L'espai escènic es distribueix en dues cel·les que es troben separades per un passadís central i tancades per una reixa. L'espai escènic és simbòlic, tancat i despullat de referents realistes. Transmet una sensació de claustrofòbia, de manca de llibertat, d'opressió i d'incomunicació.

## El temps
El temps no resulta tan significatiu en les obres de Pedrolo com l'espai, ja que no mostra una evolució tan clara com la que acabem de veure. En general es pot advertir que les referències temporals són escasses. Quant al temps del discurs, allò més destacable, ja que es pot detectar en moltes de les obres (La nostra mort de cada dia, Homes i No, Situació bis, Darrera versió, per ara, Tècnica de cambra, L'ús de la matèria i D'ara a demà), és l'ús d'el·lipsis temporals.

## Personatges
Els personatges no presenten una psicologia profunda, sinó que més aviat representen actituds o idees. Els noms que tenen, sense marques de gènere, a més, els allunyen d'uns referents culturals clars.
Dues parelles joves (Fabi-Selena i Bret-Eliana) es troben empresonades en dues cambres separades, sota la vigilància permanent de l'escarceller No. Els intents per alliberar-se’n topen amb les seves pròpies pors i les dificultats de passar a l'acció. Els fills de cada parella (Feda i Sorne) emprenen, esperançats, una nova recerca per ampliar l'espai de progrés i llibertat.